# Neotanais vemae
Neotanais vemae är en kräftdjursart som beskrevs av Gardiner 1975. Neotanais vemae ingår i släktet Neotanais och familjen Neotanaidae. Inga underarter finns listade i Catalogue of Life.